# Itanos
Itanos (em grego: Ίτανος) é uma unidade municipal do município de Siteía da unidade regional de Lasíti na ilha de Creta, Grécia. Seu nome vem da antiga localidade cretense de Utana (em Linear B u-ta-ni-yo [KN E 749]). Em 2001 sua população era de 2 514 habitantes, e a capital localiza-se em Palaicastro. Até à reforma administrativa de 2011 foi um município autónomo; o atual município de Siteía resultou da fusão dos antigos município de Itanos, Lefki e Siteía.